# Otto Carlmar
Otto Carlmar, född 14 augusti 1902 i Halden, död 20 maj 1987, var en norsk filmproducent, manusförfattare och skådespelare.

## Biografi
Carlmar var son till köpmannen Carlmar Kristiansen och Mariane Pedersen. Han var från 1930 gift med skådespelaren och regissören Edith Carlmar som han drev produktionsbolaget Carlmar Film tillsammans med.
Otto Carlmars första filmmanus var till 1949 års Kärleken blir din död. Han skrev sammanlagt nio filmmanus 1949–1959 och producerade många av filmerna. Han hade också en handfull filmroller, i regel i de filmer han producerade. Vid sidan av filmkarriären verkade han också som teaterskådespelare. Han gjorde åtta roller vid Det Nye Teater 1929–1950 och två roller vid Trøndelag Teater 1958 och 1961.

## Filmografi

### Manus
- 1949 – Kärleken blir din död
- 1951 – Skadeskutt
- 1953 – Ung frue forsvunnet
- 1954 – Aldri annet enn bråk
- 1955 – Bedre enn sitt rykte
- 1955 – Altid ballade
- 1956 – På solsiden
- 1957 – Fjols til fjells
- 1958 – Lån meg din kone
- 1959 – Unga syndare

### Producent
- 1949 – Kärleken blir din död
- 1951 – Skadeskutt
- 1953 – Ung frue forsvunnet
- 1954 – Aldri annet enn bråk
- 1955 – Bedre enn sitt rykte
- 1956 – På solsiden
- 1957 – Fjols til fjells
- 1958 – Lån meg din kone
- 1959 – Unga syndare

### Skådespelare
- 1941 – Hansen og Hansen
- 1951 – Skadeskutt
- 1953 – Ung frue forsvunnet
- 1955 – Bedre enn sitt rykte
- 1956 – På solsiden
- 1957 – Fjols til fjells